# Frente Nacionalista de México
El Frente Nacionalista de México «Siglo XXI», antes conocido como la Organización por la Voluntad Nacional y el Frente Nacional Mexicanista, es un movimiento mexicano que se opone a la ideología de la globalización y reivindica conceptos del fascismo.

## Objetivos
Desde sus inicios, el movimiento se ha enfocado en el rechazo al Tratado de Guadalupe Hidalgo y lo que sus miembros consideran como la "ocupación estadounidense" de territorios que antes pertenecieron a México y que ahora forman el suroeste de Estados Unidos. 
Así mismo, demanda mayores derechos para los trabajadores mexicanos y exige la salida del país de la Alianza para la Seguridad y la Prosperidad de América del Norte (ASPAN), la Organización Mundial de Comercio (OMC), el Tratado de Libre Comercio de América del Norte (TLCAN) y el Banco Mundial.

## Ideología
En lo filosófico, reconoce la importancia del nacionalismo vasconcelista e iturbidista. Sin embargo, otorga preponderancia a la doctrina de la mexicanidad y defiende la "indianidad positiva" como factor de unidad nacional sin menoscabo de los lazos con el mundo iberoamericano, .
Al no ser un partido político, el grupo no puede postular candidatos directamente en las elecciones. Sin embargo, se declara partidario de un "Estado nacional del trabajo", donde los mejores y más capaces elementos de la comunidad nacional estén a la cabeza de las instituciones.

## Imperialismo
Conforme a su particular visión sobre la historia, la agrupación reivindica al Segundo Imperio Mexicano en oposición a la república liberal juarista, motivo por el cual rinde homenajes anuales a Maximiliano de Habsburgo y sus lugartenientes Miguel Miramón y Tomás Mejía. De igual manera, promueve la reincorporación de todo los estados que formaron la República Centroamérica a México como primer paso para la recuperación de la supremacía mexicana en el Continente Americano.

## Posturas controvertidas
Desde la llegada masiva a las fronteras mexicanas de migrantes procedentes de Haití y Centroamérica, el grupo se ha movilizado en varias ciudades para exigir la deportación de los migrantes argumentando que los extranjeros ocasionaban conflictos sociales y quitaban el empleo a los mexicanos. Las movilizaciones han provocado reacciones mixtas en algunos sectores de la sociedad mexicana, que comparan el discurso del frente con el de Donald Trump en relación con el tema de la migración y otros temas controvertidos.